# Joan Vinyoli
Joan Vinyoli i Pladevall (* 3. Juli 1914 in Barcelona; † 30. November 1984 ebenda) war ein katalanischer Dichter.

## Leben und Werk
Nach dem frühen Tod des Vaters, eines Arztes, verbrachte er seine Kindheit in schwierigen finanziellen Verhältnissen. Einen Lichtblick stellten die Sommeraufenthalte in Santa Coloma de Farners dar, die ein ehemaliger Kollege des Vaters ermöglichte.
Nach einer kaufmännischen Lehre erhielt Vinyoli mit 16 Jahren eine Stelle in der Verwaltung des Verlags Labor, bei dem er bis zu seiner Pensionierung angestellt blieb. In den frühen 1930er Jahren verfasste er seine ersten poetischen Texte. Von großer Bedeutung war für ihn auch die Lektüre von Die Aufzeichnungen des Malte Laurids Brigge von Rainer Maria Rilke in katalanischer Übersetzung, durch die eine lebenslange Auseinandersetzung mit dessen Werk begann. Vinyolis Übertragung eines Rilke-Gedichts  weckte die Aufmerksamkeit von Carles Riba, der den jungen Dichter zu den Treffen in seiner Wohnung einlud und ihn so in der Literaturszene einführte. 1937 erschien Vinyolis erster Gedichtband Primer desenllaç.
Der Spanische Bürgerkrieg unterbrach sämtliche kulturellen Aktivitäten, Vinyoli diente in einem Rekrutierungszentrum der republikanischen Armee. Ab Mitte der 1940er Jahre begann eine intensive literarische Tätigkeit (drei Gedichtbände, Lesungen, Mitarbeit in Jurys und Teilnahme an Zirkeln).
Nach dem Erscheinen von El Callat [Der Schweigende] (1956) folgte eine lange Zeit der Krise, in der Vinyoli lediglich einen Band (Realitats [Wirklichkeiten]) veröffentlichte. Poetologisch verließ er seine spätsymbolistische Position und näherte sich der damals bestimmenden sozialkritischen Richtung, der er sich jedoch nicht anschloss.
Mit dem Gedichtband Tot és ara i res [Alles ist jetzt und nichts] (1970) beginnt die letzte und zugleich wichtigste Phase seines Schaffens. Bis zu seinem Tod veröffentlichte Vinyoli weitere elf Bände; seine Lyrik, in der sich existentielle Gedanken, bekenntnishafte Notate, Alltagsbetrachtungen und erotische Momente verbinden, fand zunehmend Beachtung sowohl in der Kritik als auch bei jüngeren Autorinnen und Autoren.
Joan Vinyoli, dessen Gesundheit aufgrund starken Alkoholkonsums seit den 1970er Jahren stark beeinträchtigt war, starb am 30. November 1984. In seinem letzten Lebensjahr erschienen zwei Gedichtbände und ein Band mit Übersetzungen von Rilke-Gedichten, dem posthum (1985) ein zweiter folgte.

## Werke

### Gedichtbände
- Primer desenllaç. Barcelona : Ed. Residència d'estudiants 1937
- De vida i somni. Barcelona : Ariel 1948
- Les hores retrobades. Barcelona : Els llibres de l'Óssa Menor 1951
- El Callat. Barcelona : Els llibres de l'Óssa Menor. 1956
- Realitats. Barcelona : Els llibres de l'Óssa Menor.1963
- Tot és ara i res. Barcelona : Edicions 62. 1970
- Encara les paraules. Barcelona : Edicions 62. 1973
- Ara que és tard. Barcelona : Edicions 62, 1975
- Vent d'aram. Barcelona : Proa, 1976
- Llibre d'amic. Barcelona : La Gaya Ciencia, 1977
- El griu. Barcelona : La Magrana, 1978
- Cercles. Barcelona: Edicions 62, 1980
- A hores petites. Barcelona : Edició Crítica, 1981
- Domini màgic. Barcelona: Empúries, 1984
- Passeig d'aniversari. Barcelona : Empúries, 1984

### Gesamt- und Sammelausgaben
- Obra poètica 1975-1979. Barcelona : Ed. Crítica, 1979
- Antologia poètica (Auswahl und Vorwort von Feliu Formosa). Barcelona : Proa, 1981
- Antologia poètica (Herausgegeben und ausgewählt von Xavier Macià). Barcelona : Edicions 62, 1994
- Obra poètica completa. (Herausgegeben von Xavier Macià. Vorworte von Joan Teixidor und Miquel Martí i Pol)Barcelona : Edicions 62, 2001 (Col·lecció Clàssics Catalans)
- Obra poètica completa (Vorwort von Enric Casasses). Barcelona : Edicions 62, 2008 (Col·lecció La butxaca)

### Ins Deutsche übersetzt
- Gedichtauswahl in der Übertragung von Àxel Sanjosé in: Sprache im technischen Zeitalter Nr. 212, Dezember 2014